# Sciablatta galibi
Sciablatta galibi är en kackerlacksart som beskrevs av Morgan Hebard 1926. Sciablatta galibi ingår i släktet Sciablatta och familjen småkackerlackor. Inga underarter finns listade i Catalogue of Life.